# El Pla Xic
El Pla Xic és un monument del municipi de les Masies de Roda (Osona) inclòs en l'Inventari del Patrimoni Arquitectònic Català.

## Descripció
Masia d'estructura clàssica, de planta quadrada, coberta a dues aigües, amb planta baixa i un pis, i amb dos eixos descentrats de composició a la façana principal. Destaquen dues obertures de la façana principal: el portal recte de carreus de pedra als brancals i a la llinda, d'un sol carreu i amb una inscripció gravada; i una finestra al primer pis amb brancals i llinda de pedra. Els murs de les façanes laterals estan recolzats en uns contraforts. A aquesta estructura original s'hi ha afegit altres cossos que serveixen de garatge i magatzem.

## Història
El Pla Xic és el nom popular de la casa anomenada Pla Condal, situada actualment molt a prop d'un nucli de cases unifamiliars construïdes recentment, que com a barri ha adoptat el de Pla Xic. La construcció de la casa data del 1630, però encara que conserva l'estructura original, ha sofert reformes l'any 1965. Després de la guerra civil espanyola, el 1939, hi anaren a viure els actuals residents, el cognom dels quals coincideix casualment amb el nom de la casa.